# Trzej ojcowie chrzestni
Trzej ojcowie chrzestni – amerykański western z 1948 roku na podstawie opowiadania Petera Kyme'a. Remake filmu Marked Man z 1919 roku.

## Główne role
- John Wayne - Robert Marmaduke Hightower
- Pedro Armendáriz - Pedro Pete Roca Fuerte
- Harry Carey Jr. - William Kearney
- Ward Bond - Perley Buck Sweet
- Mae Marsh - Pani Perley Sweet
- Mildred Natwick - Matka
- Jane Darwell - Pani Florie
- Guy Kibbee - Sędzia
- Dorothy Ford - Ruby Latham
- Charles Halton - Oliver Latham
- Hank Worden - Zastępca szeryfa Curly
- Jack Pennick - Luke

i inni.

## Fabuła
Robert Marmaduke Hightower, Pedro Roca Fuerte i William Kearney dokonali napadu na bank w Welcome, ale Kearney został ranny. Cała trójka rusza na pustynię, by uciec pościgowi. Mają podziurawiony bukłak z wodą, podczas drogi giną im konie podczas burzy piaskowej. W poszukiwaniach wody znajdują studnię, znajdują kryty wóz a w nim ciężarną kobietę. Mężczyźni pomagają jej podczas porodu. Matka rodzi syna i nadaje mu imię Robert William Pedro. Przed śmiercią matka zmusza ich by przysięgli, że będą bronić jej dziecka, dopóki nie opuszczą pustyni.